# Nagoya Oceans 2010-2011
Questa pagina raccoglie i dati riguardanti il Nagoya Oceans, squadra di calcio a 5 militante in F. League, nelle competizioni ufficiali della stagione 2010-2011. Dopo tre stagioni, dove il Nagoya riesce a vincere tre campionati consecutivi, decise di imporsi anche nella massima competizione di calcio a 5 asiatica la AFC futsal championship. La squadra viene costruita in base alle indicazioni del tecnico, che decide di acquistare uno dei giocatori di calcio a 5 più forti al mondo Ricardinho. Questo autentico colpo di mercato permetterà a fine stagione di alzare al cielo la prima AFC futsal championship del Nagoya Oceans.

## Rosa 2010-2011
| N° | Naz.                                  | Ruolo      | Sportivo             | Anno       |  |  |
| -- | ------------------------------------- | ---------- | -------------------- | ---------- |  |  |
|    | Giappone (bandiera)                   | Portiere   | Sadanaga Hisao       | 17.01.77   |  |  |
|    | Giappone (bandiera)                   | Portiere   | Kawahara Hisamitsu   | 24.11.78   |  |  |
|    | Giappone (bandiera)                   | Portiere   | Shinoda Ryuuma       | 23.05.90   |  |  |
|    | Giappone (bandiera)                   | Laterale   | Kitahara Wataru      | 02.08.82   |  |  |
|    | Brasile (bandiera)                    | Laterale   | Rafael               | 01.06.83   |  |  |
|    | Giappone (bandiera)                   | Laterale   | Kanyama Tetsuichi    | 08.12.79   |  |  |
|    | Portogallo (bandiera)                 | Laterale   | Ricardinho           | 03.09.85   |  |  |
|    | Perù (bandiera) · Giappone (bandiera) | Pivot      | Kaoru Morioka        | 07.04.79   |  |  |
|    | Giappone (bandiera)                   | Pivot      | Maruyama Tetsubei    | 28.02.89   |  |  |
|    | Giappone (bandiera)                   | Universale | Kogure Kenichiro     | 11.11.79   |  |  |
|    | Giappone (bandiera)                   | Universale | Hatakeyama Takashi   | 25.10.84   |  |  |
|    | Brasile (bandiera)                    | Universale | Luis                 | 25.12.81   |  |  |
|    | Giappone (bandiera)                   | Pivot      | Maeda Yoshifumi      | 25.04.1977 |  |  |
|    | Giappone (bandiera)                   | Pivot      | Hirabayashi Kiyohiro | 04.06.84   |  |  |
|    | Giappone (bandiera)                   | Pivot      | Mori Shuta           | 21.10.82   |  |  |